# فرناندو موران
فرناندو موران (بالإسبانية: Fernando Morán Escudero)‏ (27 أبريل 1976 بمدريد في إسبانيا - ) هو لاعب كرة قدم إسباني في مركز الوسط. شارك مع منتخب إسبانيا تحت 16 سنة لكرة القدم ومنتخب إسبانيا تحت 17 سنة لكرة القدم ومنتخب إسبانيا تحت 18 سنة لكرة القدم. أما مع النوادي، فقد لعب مع خيمناستيك طركونة وراسينغ سانتاندير وريال مدريد ج وريال مدريد كاستيا ونادي ألباسيتي ونادي ألكوركون ونادي أورينسي ونادي إيركوليس ونادي قادش ونومانسيا.

## وصلات خارجية
- فرناندو موران على موقع قاعدة بيانات كرة القدم.إي يو (الإنجليزية)
- فرناندو موران على موقع Soccerway.com (الإنجليزية)
- فرناندو موران على موقع AS.com (الإسبانية)